# سمرقند (رمان)
سمرقند (فرانسوی: Samarcande‎ = تلفظ فرانسوی: سَمَرْکَنْدْ) یک رمان داستانی است که توسط نویسندهٔ فرانسوی و لبنانی امین معلوف به زبان فرانسوی نوشته شده‌است.

## داستان
این کتاب روایتی از حکیم عمر خیام، شاعر ایرانی سدهٔ پنجم ه‍.ق و پیرامون مجموعه شعر او رباعیات خیام است.
عشق به خیام و رباعیات او «بنژامن اُ لوساژ»، روزنامه‌نگار و پژوهندهٔ آمریکایی را به ایران می‌کشاند. او پس از پشت سر گذاشتن حوادث بسیار، سرانجام این دست‌نوشته گرانقدر را به دست آورده و تصمیم دارد تا آن را با خود به آمریکا ببرد. اما با غرق شدن کشتی تایتانیک، دست‌نوشته به اعماق اقیانوس می‌رود.
این رمان در سال ۱۹۸۸ جایزهٔ ادبی سالانهٔ Prix Maison de la Presse را در فرانسه دریافت کرد.
محمد قاضی مترجم ایرانی آثاری چون دن کیشوت، شازده کوچولو، نان و شراب و زوربای یونانی این رمان را نیز به زبان فارسی برگردانده است.